# Pierwszy rząd Rijada as-Sulha
Pierwszy rząd Rijada as-Sulha – rada ministrów Republiki Libańskiej utworzona 25 września 1943 roku. 
21 września 1943 r. odbyły się wybory do libańskiego parlamentu. Deputowani wybrali na prezydenta Biszarę al-Churiego, który z kolei mianował Rijada as-Sulha na premiera Libanu. 8 listopada parlament uchylił postanowienia konstytucji, przyznające Francji rolę państwa-mandatariusza. W odpowiedzi na to 11 listopada Francuzi aresztowali członków władz libańskich (Biszarę al-Churiego, Rijada as-Sulha, Adela Osseirana, Kamila Szamuna i Selima Taklę), umieszczając ich w cytadeli w Raszaji. Habib Abu Szahla, Madżid Arslan i Sabri Hmede, unikając zatrzymania, udali się w góry, gdzie we wsi Baszamun ogłosili powstanie tymczasowego rządu z Abu Szahlą jako premierem i emirem Arslanem jako ministrem obrony. Jednocześnie wybuchły w Libanie zamieszki niepodległościowe. 22 listopada Francuzi, naciskani przez inne państwa, wypuścili więźniów politycznych, a Republika Libańska uzyskała niepodległość.

## Skład
| Stanowisko                                                              | Imię i nazwisko  | Wyznanie         |
| Premier Minister finansów                                               | Rijad as-Sulh    | Sunnita          |
| Wicepremier Minister sprawiedliwości Minister edukacji i sztuk pięknych | Habib Abu Szahla | Prawosławny      |
| Minister spraw wewnętrznych Minister poczt, telegrafu i telekomunikacji | Kamil Szamun     | Katolik-Maronita |
| Minister handlu i przemysłu Minister ds. rezerw                         | Adel Osseiran    | Szyita           |
| Minister obrony Minister rolnictwa Minister zdrowia publicznego         | Madżid Arslan    | Druz             |
| Minister spraw zagranicznych Minister robót publicznych i transportu    | Selim Takla      | Katolik-Melchita |